# 梅德溫 (白采爾克瓦區)
梅德溫（羅馬化：Medvyn）是一條位於乌克兰基辅州白采爾克瓦區的村庄，坐落於区行政中心白采尔克瓦以南70公里，人口2,628人。烏克蘭大饥荒期间，该村至少有501名居民死亡。